# 北木島町

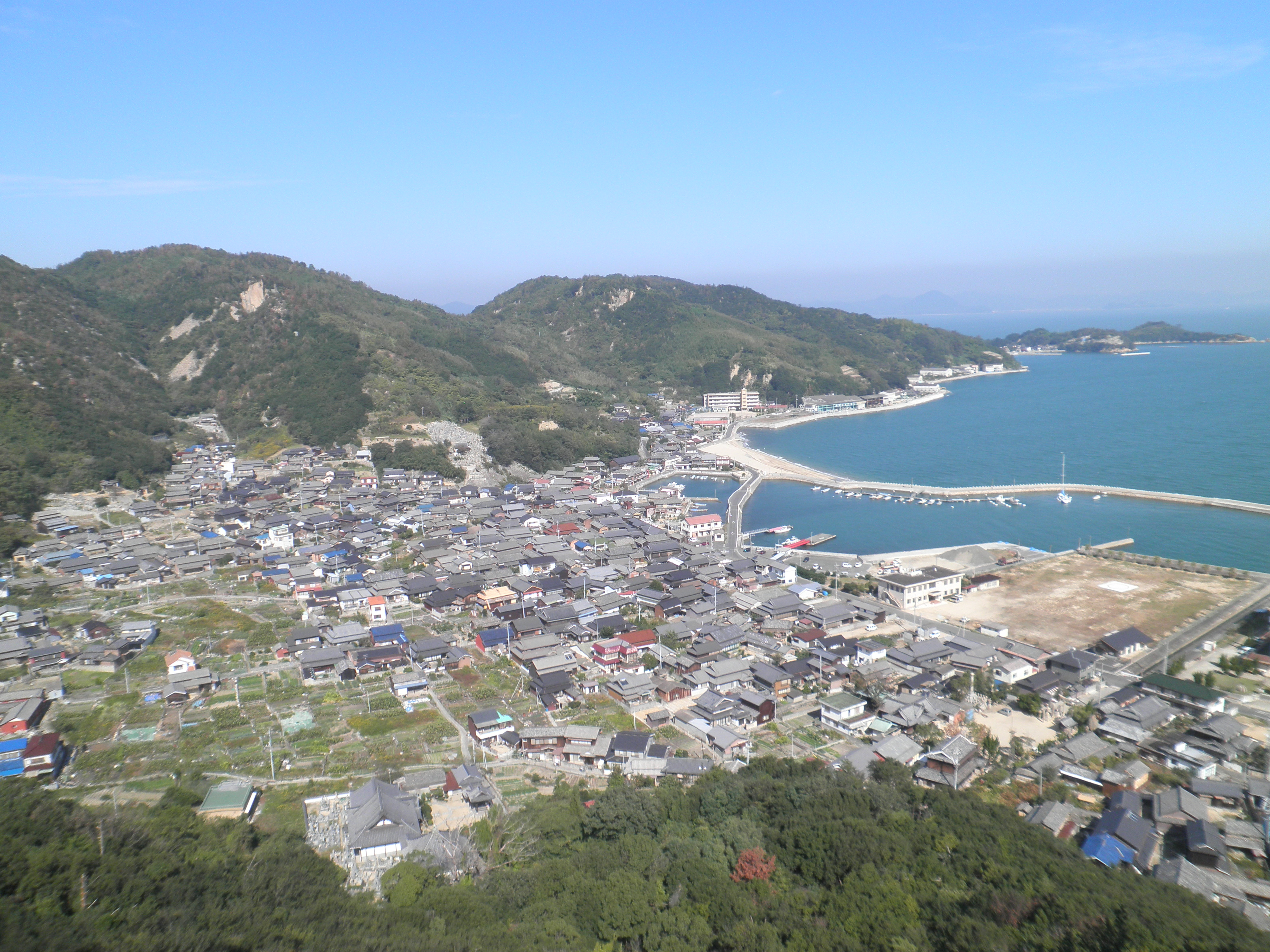
東岸の大浦集落

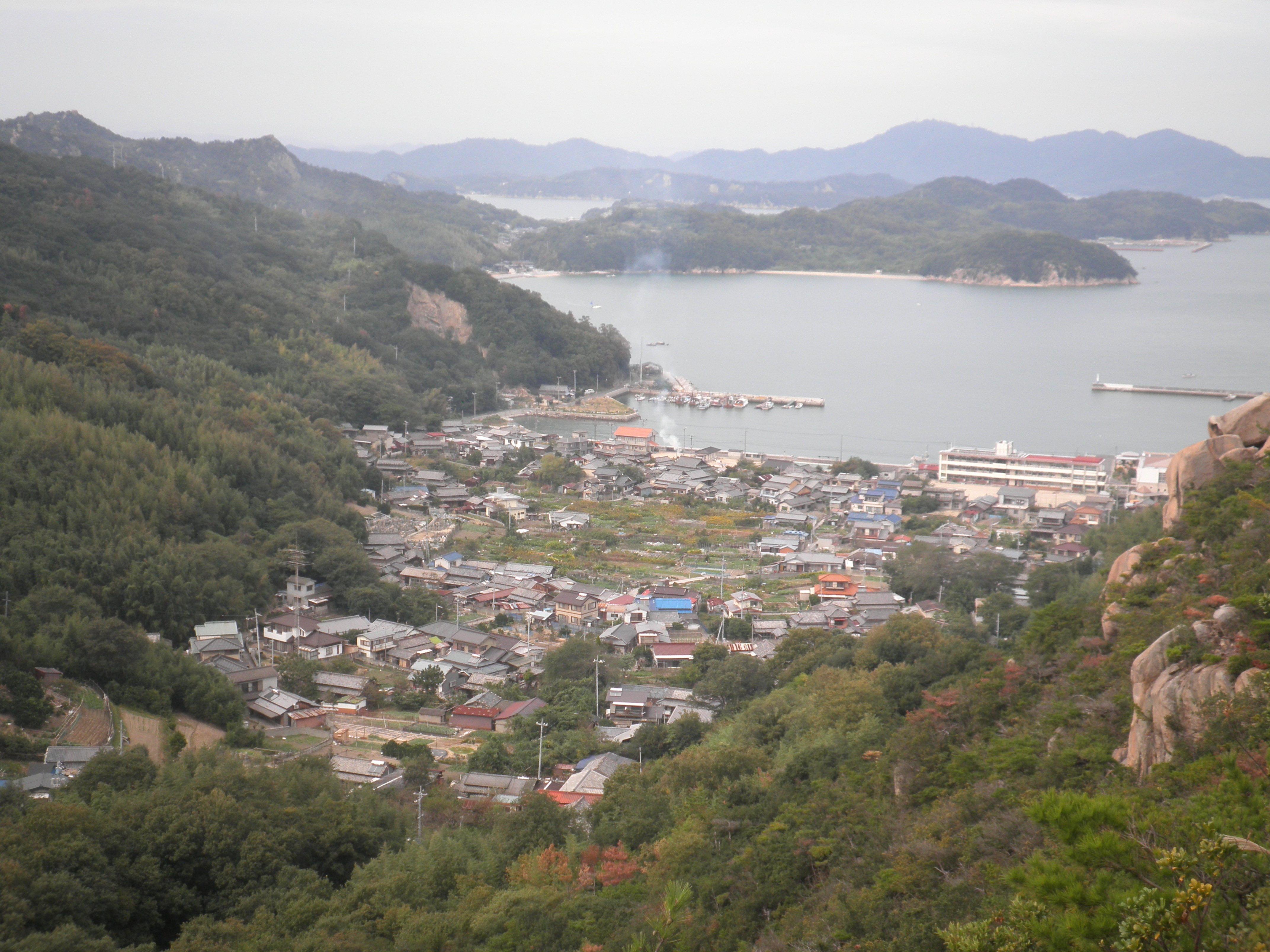
北岸の金風呂集落

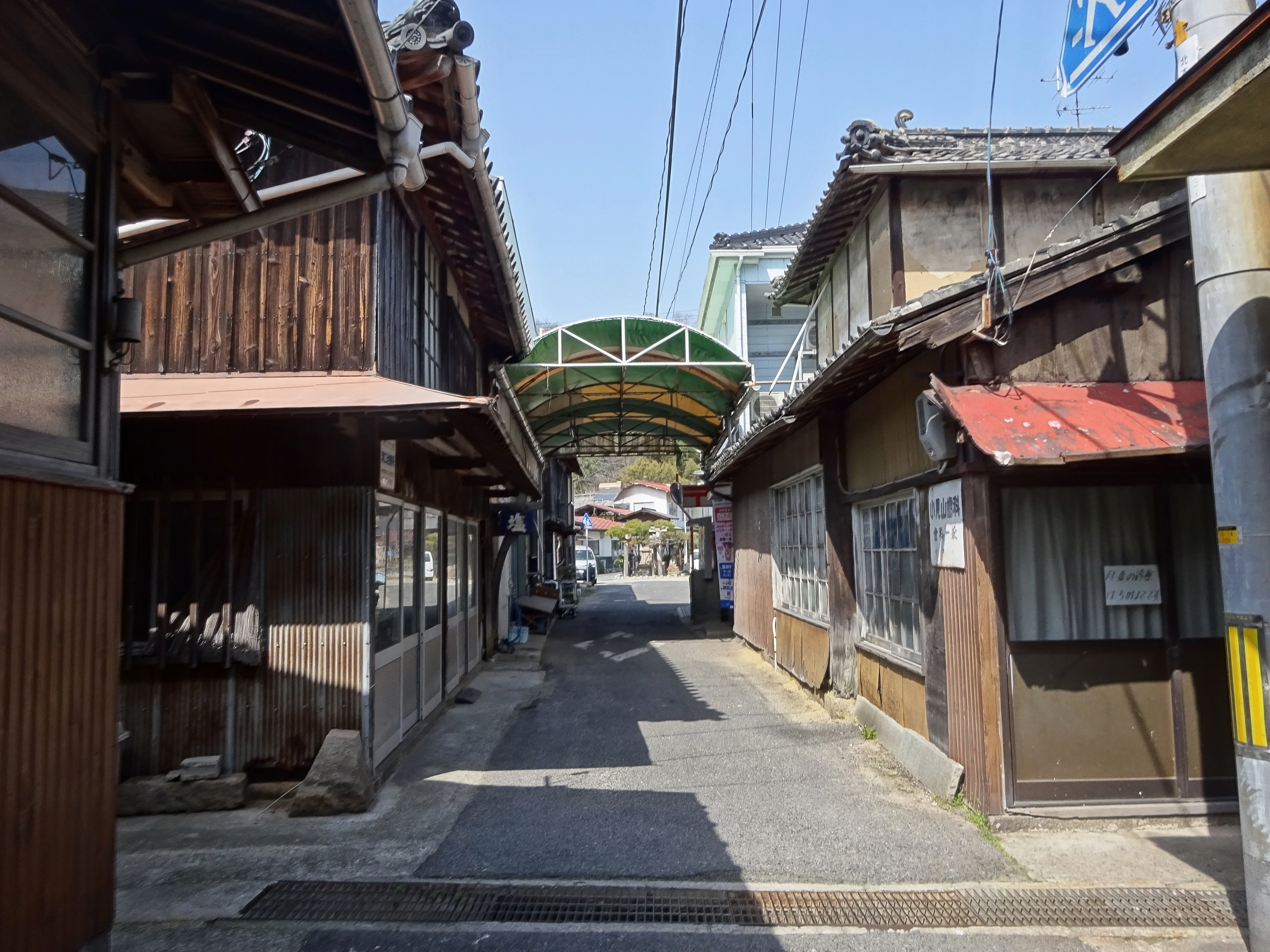
北木島の家並み

北木島町（きたぎしまちょう）は、岡山県笠岡市の大字である。人口は1,222人（男性519人、女性703人）で、世帯数は660世帯。郵便番号は714-0301（北木島郵便局管区）。本項では笠岡市に合併される前の小田郡北木島町（きたぎしまちょう）および北木島村（きたぎしまそん）についても記載する。

## 地理
笠岡諸島で人口・面積が最大である北木島と、その周辺の島嶼で構成される。笠岡諸島の中央部にあたり、北に白石島、南東に真鍋島、南西に飛島がある。古い時代から、地場産業として採石業・石材加工業で栄え、現在も同産業従事者が多く存在する。

### 島嶼
- 北木島 - 北木島町唯一の有人島、小属島あり
- 縦島 - 無人島
- 横辺島 - 無人島

山岳
- 秋葉山・八幡山 - 北木島の両山は、笠岡十名山に数えられる
- 高山
- バックリ山
- トンギリ山

### 小字
それぞれの字が港を構えている。
- 大浦
- 豊浦
- 金風呂
- 楠

## 歴史
- 1889年（明治22年）6月1日 - 町村制施行により、近世以来の北木島村が単独で自治体を形成。
- 1914年（大正3年）4月18日 - 小学生が一斉に同盟休校。学校がシロアリに侵食され倒壊の危険があることに対する抗議運動の一環[2]。
- 1952年（昭和27年）4月1日 - 北木島村が町制施行して北木島町となる。
- 1955年（昭和30年）4月1日 - 笠岡市に編入。同日北木島町廃止。

## 施設
行政
- 市役所北木島出張所 - 大浦
- 大浦ふれあいハウス - 大浦
- 北木西公民館 - 金風呂

教育
2022年（令和4年）10月現在、島内にある笠岡市立北木小学校の児童数は5人いる。同じく島内にある笠岡市立北木中学校は生徒数が0人のため休校中。
- 笠岡市立北木小学校 - 金風呂
- 笠岡市立北木中学校 - 大浦
- 笠岡市立北木西幼稚園 - 金風呂

- 金風呂集落の北木小学校
- 大浦集落の北木中学校

医療施設
- 北木島診療所 - 大浦
- 小見山歯科 - 大浦
- 河田治療院 - 大浦

郵便局
- 北木島郵便局 - 豊浦
- 大浦郵便局 - 大浦

- 大浦郵便局

小売店・事業所
- かさおか島づくり海社 - 大浦
- JA北木島 - 大浦
- 笠岡市漁業組合北木島支所 - 大浦
- 北木建設 - 大浦
- おふくろ自慢本舗 - 金風呂
- 三洋汽船 - 大浦
- 採石・石材加工業者
  - 天野石材商店 - 大浦
  - 一恭石材加工場 - 大浦
  - ストーン武 - 大浦
  - 野村徳次石材店 - 大浦
  - 藤谷石材店 - 大浦
  - 山本石材工業 - 大浦
  - 東洋石材工芸社 - 大浦
  - 馬越道也石材店 - 豊浦
  - 平山石材店 - 豊浦
  - ミチヒロ石材 - 豊浦
  - グローバル・ストーン - 豊浦
  - コタニ - 楠
  - 山陽石材加工 - 楠
  - 北木島石材 - 金風呂
  - 鶴田石材 - 金風呂
  - 村上石材 - 金風呂
  - 渡辺字彫 - 金風呂

## 名所・旧跡・観光スポット
神社仏閣・その他宗教
- 荒神社 - 大浦
- 戎神社 - 大浦
- 恵比須神社 - 大浦
- 荒神社 - 金風呂
- 金刀比羅宮 - 豊浦
- 春日神社 - 豊浦
- 蛭子神社 - 楠
- 福厳寺 - 大浦
- 天理教中備分教会 - 楠
- 天理教北木島分教会 - 楠
- 立正佼成会倉敷教会笠岡支部北木島連絡所 - 金風呂
- 大浦海水浴場 - 大浦
- 下浦海水浴場・キャンプ場 - 大浦
- 光劇場 - 映画館。

## アクセス
- 笠岡港（住吉港） - 大浦港・楠港（三洋汽船）旅客船　所要約50分～60分
- 笠岡港（伏越港） - 豊浦港・金風呂港（瀬戸内中央観光汽船＜金風呂丸＞・笠岡フェリー＜大福丸＞）フェリー　所要約50分～60分

## 出身者
- 畑中平之丞 - 石材商。
- 大悟（千鳥） - お笑い芸人。
- 二代目近江二郎
- 井上理白 - 書道家。旧称は小林理絵。生家は小林医院。

## ギャラリー
- 大浦港桟橋のアーチ
- 大浦港の待合所（三洋汽船）
- 北木島の大浦港